# بنفشه صمدی
بنفشه صمدی (زادهٔ ۴ بهمن ۱۳۵۹) بازیگر و عروسک‌گردان ایرانی است. شهرت او بیشتر برای عروسک‌گردانی شخصیت ببعی در مجموعهٔ کلاه‌قرمزی و صداپیشگی دو شخصیت در فیلم کلاه قرمزی و بچه ننه است.
صمدی برای بازی در فیلم خورشید آن ماه برنده تندیس بهترین بازیگر زن از جشن حافظ سال ۱۴۰۳ شد. او فرزند یدالله صمدی‌ است.

## آثار

### بازیگری
- ایستگاه (۱۳۶۶)
- آپارتمان شماره ۱۳، به کارگردانی یدالله صمدی
- دمرل، به کارگردانی یدالله صمدی
- سارای، به کارگردانی یدالله صمدی
- خورشید آن ماه
- پدر آن دیگری
- تکم چی
- کلاه قرمزی و بچه ننه
- بانوی من، به کارگردانی یدالله صمدی، ۱۳۸۱
- بچه تابستان (تئاتر)، به کارگردانی محمد داودی، فرهنگسرای سرو، ۱۳۷۶
- سووشون (تئاتر)، به کارگردانی منیژه محامدی، سالن اصلی تئاتر شهر، ۱۳۸۰

### عروسک‌گردانی
- کلاه قرمزی و بچه ننه
- شهر موشها ۲
- کلاه قرمزی ۹۰
- کلاه قرمزی ۹۱
- کلاه قرمزی ۹۲
- کلاه قرمزی ۹۳
- شکرستان
- روباه دم‌بریده، به کارگردانی افشین شوشتر، جزیره کیش، ۱۳۸۰
- دانی ومن
- سرزمین گیلی گیلی‌ها
- کاخ شیطان (شخصیت‌های سیاسی)۱ - فارسی
- کاخ شیطان (شخصیت‌های سیاسی)۲ - انگلیسی
- امداد جنگلی
- باغ انگور
- امین و مینا
- مزرعه بی بی
- امداد حشرات
- صندوقچه هدهد
- قصه‌های بوبونی ۱
- کلبه لاکی بابا
- شهر کودکان
- قنادی شیرین
- مدرسه فسقلی‌ها
- آجیل عید
- داداشی‌ها
- دوست خوب بچه‌ها
- مدرسه حشرات
- قصه‌های بوبونی ۲
- چرخ و فلک
- مدرسه باباعماد
- جنگل بلوط
- ماه مهربان
- خاطرات محیط بان
- برکه گاندو
- مدرسه نیلوفری

### صداپیشگی عروسک
- کلاه قرمزی و بچه ننه
- مدرسه حشرات
- مدرسه نیلوفری

### نویسندگی سریال‌های عروسکی و انیمیشن
- رنگین کمان
- مدرسه حشرات
- آموزش الفبا
- مدرسه باباعماد ۱
- مدرسه باباعماد ۲
- دس دسی
- باما کاش باشی
- مدرسه نیلوفری
- کارا و کوشا
- استاد سالم زی
- بهداشت روان
- دوست خوب بچه‌ها
- کارا و کوشا

### تئاتر عروسکی
- عضو گروه تئاتر عروسکی آران به سرپرستی بهروز غریب پور و بازی دهنده عروسک‌های نخی در اپراهای عروسکی:
  - اپرای مکبث
  - نمایش اپرای رستم و سهراب
  - اپرای مولوی
  - اپرای عاشورا
  - نمایش عروسکی سایه‌ای آهو یاهو
- عضو گروه تئاتر عروسکی پرواز به سرپرستی مریم سعادت
- اجرای کنسرت عروسکی حشرات به کارگردانی مریم سعادت

### دستیاری کارگردان
- بانوی من
- مجموعهٔ شهر آشوب
- رفیق بد
- کلانتری غیرانتفاعی
- پیامبر اعظم